# امیرحسین اردبیلی
امیرحسین اردبیلی یک تبعه ایران است که در سال ۲۰۰۷ در گرجستان به جرم قاچاق اسلحه برای ایران بازداشت شد و در ژانویه سال ۲۰۰۸ میلادی به دولت آمریکا برای محاکمه تحویل داده شد. 

## محاکمه در آمریکا
روند محاکمه امیرحسین اردبیلی غیرعلنی بوده و مقام‌های قضایی فدرال در ایالت دلوور آمریکا می‌گویند که او اتهامات وارده را پذیرفته‌است.
دادگاه در ۱۴ دسامبر ۲۰۰۹ حکم وی را صادر می‌کند. 

## واکنش ایران
وزیر امور خارجه ایران با اعتراض شدید نسبت به «اقدامات غیرطبیعی» آمریکا در بازداشت غیرقانونی اتباع ایرانی خواستار آزادی بدون قید و شرط امیرحسین اردبیلی تبعه ایرانی در بند آمریکایی‌ها شد.
منوچهر متکی وزیر امور خارجه ایران در خصوص موضع جمهوری اسلامی ایران در قبال برگزاری دادگاه «امیرحسین اردبیلی» در آمریکا، اظهار داشت: 
ما در ابتدا شاهد انتقال ناگهانی آقای اردبیلی توسط نهادهای امنیتی آمریکا که از پیش طراحی و دام‌گذاری شده بود به آمریکا بودیم و پس از یک سال و اندی بی اطلاعی از سرنوشت وی و مجدداً با پروسه پنهانی قضایی وی، خبر برگزاری دادگاه نامبرده را اعلام کرده‌اند.